# Soundso
| Оценки критиков | Оценки критиков |
| Источник        | Оценка          |
| --------------- | --------------- |
| Laut.de         | [ 1 ]           |
| CDStarts.de     | [ 2 ]           |
| Allmusic.com    | [ 3 ]           |

Soundso (с нем. — «Так и так») — третий студийный альбом немецкой группы Wir sind Helden. Первое представление об этом альбоме можно было сделать, когда группа выпустила сингл Endlich ein Grund zur Panik, на который был снят видеоклип с участием группы в костюмах супергероев. Перед выходом альбома 25 мая 2007 года одна из радиостанций в Мюнхене воспроизвела его целиком без разрешения, тем самым показав, что альбом был доступен для нелегальной загрузки ещё до его выхода.
Первый сингл Endlich ein Grund zur Panik был включен в саундтрек к игре FIFA 08.

## Работа над альбомом
Осенью 2006 года группа ушла из поля зрения публики в связи с беременностью певицы Джудит Холофернес и начала работу над продолжением альбома Von hier an blind. Поиск названия альбома оказался непростым, поскольку он сочетает в себе множество различных направлений, особенно тематически. Поэтому необходимо было найти термин, который бы говорил обо всем, но не исключал ни одного названия. Выбор пал на Soundso (рус. Так и так), как если бы слушатель спросил: «вы знаете такого-то и такого-то? Или: мне нравится такой-то и такой-то больше/не так сильно, как.. Как её там, вот, ну, тот, которые с Guten Tag и Nur ein Wort», — рассуждала группа.
Когда мы думали над названием альбома, мы поняли, что не можем найти название, которое бы соответствовало всему альбому, каждое предложение, казалось, подводило итог тому, что не хотело быть подведено. Если название подходило к половине песен, какая-нибудь другая песня нарушала строй и ворчливо бормотала: "А вот и нет".Жан-Мишель Туретт, 
Вскоре после выхода альбом Soundso занял второе место в чартах Германии и Австрии. В Швейцарии альбом поднялся до 11 места.

## Список композиций

### Стандартная версия
Все тексты написаны Джудит Олофернес.
| №                   | Название                                         | Музыка                                | Длительность |
| ------------------- | ------------------------------------------------ | ------------------------------------- | ------------ |
| 1.                  | «(Ode) An die Arbeit»                            | Жан-Мишель Туретт, Олофернес          | 3:42         |
| 2.                  | «Die Konkurrenz»                                 | Марк Тавассол, Олофернес              | 3:44         |
| 3.                  | «Soundso»                                        | Тавассол                              | 4:14         |
| 4.                  | «Für nichts garantieren»                         | Тавассол, Олофернес                   | 4:22         |
| 5.                  | «Kaputt»                                         | Туретт, Олофернес                     | 3:08         |
| 6.                  | «Labyrinth»                                      | Туретт, Олофернес, Тавассол, Пола Рой | 4:14         |
| 7.                  | «The Geek (Shall Inherit)»                       | Тавассол, Олофернес                   | 3:40         |
| 8.                  | «Endlich ein Grund zur Panik»                    | Туретт, Олофернес                     | 3:43         |
| 9.                  | «Der Krieg kommt schneller zurück als du denkst» | Туретт, Олофернес, Тавассол           | 2:45         |
| 10.                 | «Hände hoch»                                     | Туретт, Олофернес, Тавассол           | 4:36         |
| 11.                 | «Stiller»                                        | Рой, Олофернес                        | 4:21         |
| 12.                 | «Lass uns verschwinden»                          | Рой, Олофернес, Тавассол, Туретт      | 4:14         |
| Общая длительность: | Общая длительность:                              | Общая длительность:                   | 45:43        |

### Французское издание
Также было выпущено французское издание с добавлением 3 франкоязычных версий песен и небольшим изменением порядка треков:
| №   | Название                                                     | Длительность |
| --- | ------------------------------------------------------------ | ------------ |
| 1.  | «Panique» (французская версия "Endlich ein Grund zur Panik") | 3:43         |
| 2.  | «Die Konkurrenz»                                             | 3:44         |
| 3.  | «T’es comme ça» (французская версия "Soundso")               | 4:14         |
| 4.  | «Für nichts garantieren»                                     | 4:22         |
| 5.  | «K.O.» (французская версия "Kaputt")                         | 3:08         |
| 6.  | «Labyrinth»                                                  | 4:14         |
| 7.  | «The Geek (Shall Inherit)»                                   | 3:40         |
| 8.  | «(Ode) an die Arbeit»                                        | 3:42         |
| 9.  | «Der Krieg kommt schneller zurück als du denkst»             | 2:45         |
| 10. | «Hände hoch»                                                 | 4:36         |
| 11. | «Stiller»                                                    | 4:21         |
| 12. | «Lass uns verschwinden»                                      | 4:14         |
| 13. | «Endlich ein Grund zur Panik»                                | 3:43         |
| 14. | «Soundso»                                                    | 4:14         |
| 15. | «Kaputt»                                                     | 3:08         |

## Позиции в чартах

### Альбом
| Чарт             | Высшая позиция |
| ---------------- | -------------- |
| Германия (GfK)   | 2              |
| Австрия (Ö3)     | 2              |
| Швейцария (IFPI) | 11             |

### Годовые чарты
| Годовой чарт           | Высшая позиция |
| ---------------------- | -------------- |
| Чарт немецких альбомов | 51             |